# Dusičnan holmitý
Dusičnan holmitý je anorganická sloučenina s chemickým vzorcem Ho(NO3)3.

## Příprava
Dusičnan holmitý lze připravit rozpuštěním oxidu, hydroxidu nebo uhličitanu holmitého v kyselině dusičné:
{\displaystyle {\ce {Ho2O3 + 6HNO3 -> 2Ho(NO3)3 + 3H2O}}}
{\displaystyle {\ce {Ho(OH)3 + 3HNO3 -> Ho(NO3)3 + 3H2O}}}
Výsledný roztok může být pečlivě odpařen, čímž se získá hydratovaný dusičnan holmitý, což je nejčastěji hexahydrát.
Bezvodá sůl se připravuje působením oxidu dusičitého na oxid holmitý:
{\displaystyle {\ce {2Ho2O3\ +9N2O4\ \xrightarrow {150^{o}C} \ 4Ho(NO3)3\ +6NO}}}
Připravit jej lze taktéž reakcí oxidu dusičitého s kovovým holmiem:
{\displaystyle {\ce {Ho\ +3N2O4\ \xrightarrow {200^{o}C} \ Ho(NO3)3\ +3NO}}}

## Vlastnosti

### Fyzikální vlastnosti
Dusičnan holmitý tvoří nažloutlé krystaly. Vytváří krystalické hydráty s chemickými vzorci: {\displaystyle {\ce {Ho(NO3)3 * 5H2O}}} a {\displaystyle {\ce {Ho(NO3)3 * 6H2O}}}. Je rozpustný ve vodě a ethanolu.

### Chemické vlastnosti
Hydratovaný dusičnan holmitý se tepelně rozkládá za vzniku {\displaystyle {\ce {HoONO3}}} a při následném zahřívání se rozloží až na oxid holmitý.

## Využití
Dusičnan holmitý se využívá pro výrobu keramiky a skla. Také se využívá při tvorbě kovového holmia.